# Електрични отпор
Отпор је мера којом се мери степен отпора неког објекта проласку електричне струје. Јединица за мерење отпора, према СИ систему, је ом. Реципрочна вредност је проводљивост која се мери у сименсима. Отпор је карактеристика објекта или материје да се супротставља протоку електричне струје: {\displaystyle R={\frac {V}{I}}}, где је R отпор, који се изражава омима, V разлика потенцијала, напон, који се изражава у волтима, и I је струја која пролази кроз објекат а изражава се у амперима. Отпор зависи од природе и врсте материјала као и геометрије проводног тела. Постоји такође зависност отпора од температуре проводника. За већину материјала не постоји значајна зависност отпора од струје кроз отпорник, у широком опсегу напона и струја.
Омски отпор проводника (жице) зависи од пресека, дужине и врсти материје од које је проводник израђен: {\displaystyle R=\rho \cdot {\frac {l}{S}}}, где је: ρ - електрична отпорност, l - дужина и S - површина попречног пресека проводника. Електрични отпор зависи и од спољашњих физичких утицаја, од којих је, посебно за проводнике који се најчешће употребљавају у електротехници, најважнији утицај температуре. Електрични отпор супротан је појам од електричне проводљивости. Материјали са мноштвом слободних електрона пружају мали отпор проласку струје. Материјали с пуно слободних електрона добро проводе струју. То су у првом реду метали, а посебно мали отпор имају сребро и бакар. Од њих се израђују електрични водови. Жељезо има око 7 пута већи отпор од бакарног проводника истих димензија. Велики специфични отпор карактерише електричне изолаторе. Неки материјали пружају умерено велики отпор проласку струје, па се зато користе за намерно загрејавање жице или медија којим пролазе или за повећање отпора струјних кругова, односно од њих се израђују електрични грејачи и отпорници.
За широк спектар материјала и услова, V и I су директно пропорционални једни другима, и стога су R и G константе (иако ће зависити од величине и облика објекта, материјала од којег је направљен и других фактора попут температуре или напрезања). Ова пропорционалност се назива Омов закон, а материјали који га задовољавају називају се омски материјали.
У другим случајевима, као што су трансформатор, диода или батерија, V и I нису директно пропорционални. Однос V/I је понекад још увек користан и назива се акордним отпором или статичким отпором, пошто одговара обрнутом нагибу тетиве између координатног почетка и I–V криве. У другим ситуацијама, дериват {\textstyle {\frac {\mathrm {d} V}{\mathrm {d} I}}} може бити кориснији; ово се зове диференцијални отпор.

## Увод
У хидрауличној аналогији, струја која тече кроз жицу (или отпорник) је као вода која тече кроз цев, а пад напона на жици је као пад притиска који гура воду кроз цев. Проводљивост је пропорционална томе колико се протока јавља за дати притисак, а отпор је пропорционалан томе колико је притиска потребно да би се постигао дати проток.
Пад напона (тј. разлика између напона на једној и другој страни отпорника), а не сам напон, обезбеђује покретачку силу која гура струју кроз отпорник. У хидраулици је слично: разлика притиска између две стране цеви, а не сам притисак, одређује проток кроз њу. На пример, може постојати велики притисак воде изнад цеви, који покушава да потисне воду кроз цев. Али може постојати једнако велики притисак воде испод цеви, који покушава да гурне воду назад кроз цев. Ако су ти притисци једнаки, вода не тече. (На слици десно, притисак воде испод цеви је нула.)
Отпор и проводљивост жице, отпорника или другог елемента углавном одређују два својства: геометрија (облик) и материјал. Геометрија је важна јер је теже гурнути воду кроз дугу, уску цев него широку, кратку цев. На исти начин, дуга, танка бакарна жица има већи отпор (мању проводљивост) од кратке, дебеле бакарне жице.
Материјали су такође важни. Цев испуњена длакама ограничава проток воде више од чисте цеви истог облика и величине. Слично, електрони могу слободно и лако да протичу кроз бакарну жицу, али не могу тако лако да протичу кроз челичну жицу истог облика и величине, и у суштини не могу уопште да протичу кроз изолатор попут гуме, без обзира на његов облик. Разлика између бакра, челика и гуме је повезана са њиховом микроскопском структуром и конфигурацијом електрона, и квантификује се особином која се зове отпорност.
Поред геометрије и материјала, постоје разни други фактори који утичу на отпор и проводљивост, као што је температура; погледајте испод.

## Проводници и отпорници
Супстанце у којима може да тече електрична енергија називају се проводници. Комад проводног материјала одређеног отпора намењен за употребу у колу назива се отпорник. Проводници су направљени од материјала високе проводљивости као што су метали, посебно бакар и алуминијум. Отпорници су, с друге стране, направљени од широког спектра материјала у зависности од фактора као што су жељени отпор, количина енергије која је потребна да се расипа, прецизност и трошкови.

## Губици у отпорнику
Када струја, I, пролази кроз објект са отпором, R, електрична енергија се претвара у топлоту
{\displaystyle P={I^{2}\cdot R}\,}
где је P снага изражена у ватима, I струја изражена у амперима, и R отпор изражен у омима. Овај ефекат има примену у нпр. грејању на електричну енергију, али је непожељан у преносу електричне енергије односно представља губитак.
Суперпроводност је појава при којој се дешава проток струје без практично мерљивог отпора односно губитака.

## Отпорност проводника

### Отпор једносмерној струји
Пошто је густина струје равномерна по пресеку проводника, отпорност R једносмерној струји коју пружа проводник једнаког попречног пресека се може израчунати помоћу формуле
{\displaystyle R={l\cdot \rho  \over S}\,}
где је l дужина тела проводника, у метрима, S је површина попречног пресека, у квадратним метрима, и ρ (грчко ро) је специфична отпорност материјала, у омметрима. Специфична отпорност је особина материјала, мера којом се материјал одупире протоку електричне струје.
Мада ни један реалан отпорник нема у потпуности равномерну густину струје целом дужином у сваком попречном пресеку, из практичних разлога прихватамо ову формулу као добру апроксимацију за дуги танак проводник, какве су све жице.

### Отпор наизменичној струји
У случају тока струје високих фреквенција кроз проводник долази до одступања од равномерне густине струје кроз попречни пресек. То изазива ефективно смањење површине попречног пресека као споредни ефекат. Узрок овој појави је површински ефекат струја високе фреквенције. Ово је исправно приметио Никола Тесла код истраживања ефеката струја високих фреквенција које претежно теку површином. Тако је изазивао пажњу хватајући голом руком жицу под високим напоном (али и високом фреквенцијом), а другом руком држећи сијалицу која засветли.
У електричним завојницама и електричним кондензаторима при наизменичној струји не обавља се користан рад, па се електрични отпори, индуктивни отпор  и капацитивни отпор , који се појављују у њима, називају и јалови отпори. Индуктивни отпор рачуна се према једначини:
{\displaystyle R_{L}=\omega \cdot L}
а капацитивни отпор:
{\displaystyle R_{C}={\frac {1}{\omega \cdot C}}}
где је: ω = 2 ∙ π ∙ f - угаона фреквенција, L - индуктивност електричне завојнице, C - електрични капацитет електричног кондензатора, а f - фреквенција наизменичне струје.
Ако се у серијском споју налазе истоврсни јалови отпори, њихов резултантни отпор једнак је збиру појединих отпора; ако су пак серијски везани индуктивни и капацитивни отпор, резултантни је отпор једнак њиховој разлици:
{\displaystyle R_{LC}=R_{L}-R_{C}}
У комбинацији омских и јалових отпора сабирање се мора извести геометријски. Тако је резултантни отпор или електрична импеданса серијског споја:
{\displaystyle Z^{2}=R^{2}+(R_{L}-R_{C})^{2}}

## Омов закон
За многе материјале, струја I кроз материјал је пропорцијална са напоном V примењеним преко њега:
{\displaystyle I\propto V}
преко широког опсега напона и струја. Стога, отпорност и проводљивост објеката или електронских компоненти израђених од ових материјала је константна. Овај однос се зове Омов закон, и материјали који подлежу том закону се називају омским материјалима. Примери омских компоненти су жице и отпорници. Струјно-напонски графикон омског уређаја састоји се од праве линије кроз координатни почетак са позитивним нагибом.
Остале компоненте и материјали које се користе у електроници се не понашају у складу са Омовим законом; струја није пропорционална напону, тако да отпор варира са напоном и струјом кроз њих. Они се називају нелинеарни или неомски. Примери укључују диоде и флуоресцентне лампе. Струјно-напонска крива неомског уређаја је закривљена линија.

## Узрок отпорности
Пошто на проводност материјала утичу разни физички и хемијски процеси, то се и узрок проводности, а такође и отпорности, разликује међу разним материјалима.

### Отпорност у металима
Метали су такви материјали који су састављени од атома смештених у правилне кристалне решетке чије су везе остварене електронима у спољашњој љусци, а који нису чврсто везани за матичне атоме. Такви електрони су онда присутни у међуатомском простору у облику електронског облака, слабо везане и лако покретљиве масе носилаца наелектрисања. Ови електрони чине да је метал проводник. Када се појави разлика потенцијала електричног поља (напон) тада се електрони крећу кроз проводник под утицајем сила електричног поља.
Кретање електрона кроз метал је ометено постојањем кристалне решетке кроз коју електрони треба да теку. Ова врста трења је у ствари електрични отпор. Уколико је попречни пресек кроз који тече струја већи, то је и свеукупни отпор мањи, јер је већа количина електрона која је носилац наелектрисања. Уколико је проводник дужи то је и ово „трење“, електрични отпор, веће.

## Температурни коефицијент електричног отпора
Код чистих метала (бакар, алуминијум, злато, сребро, и тако даље) отпор расте с порастом температуре. Код неких легура отпор се не мења с температуром. Отпор угља, чак и пада када се загрева. Пораст температуре од 1 °C узрокује пораст сваког ома отпора за α Ω, при чему α назива температурни коефицијент електричног отпора, који је зависан од врсте материјала од кога је израђен отпорник. За метале његова вредност износи око 0,004 1/. Повећани електрични отпор отпорника {\displaystyle R(T)} због повећане температуре {\displaystyle T} даје израз:
{\displaystyle R(T)=R_{0}\cdot [1+\alpha \cdot (T-T_{0})]}
где је: {\displaystyle \alpha } - температурни коефицијент електричног отпора, {\displaystyle T_{0}} - почетна температура (обично 20 °C), и {\displaystyle R_{0}} - електрични отпор на температури {\displaystyle T_{0}}.
Последица нижег отпора топлотних потрошача код нижих температура су струјни удари у електричној мрежи приликом прикључења јаких хладних грејача или великог броја хладних сијалица (на пример у општој расвети великих зграда). Јачина електричне струје стабилизује се на нормалну вредност тек кад се отпорна жица усија на нормалну радну температуру.
Како је већ споменуто, неки материјали као угаљ, смањују отпор с порастом температуре. Чак и стакло, које је при нормалном распону температура познато као јако добар изолатор, на температури топљења постаје такорећи суперпроводно. Неки опет, као хромникал и константан задржавају приближно исти отпор у разумном распону температура, па се користе за посебне намене у техници. Неки материјали постају суперпроводни код јако ниских температура, драстично смањујући електрични отпор. Полупроводници загрејавањем смањују отпор у запорном смеру, па њихово прегрејавање може да угрози рад електронских уређаја.

### Таблица специфичних отпора и температурних коефицијената при 20°C
| Материјал                                | Специфични отпор ρ (Ω{\displaystyle -{mm}-^{2}}/) | Температурни коефицијент α (1/K)  |
| ---------------------------------------- | ------------------------------------------------- | --------------------------------- |
| Алуминијум - ливен - мекан - тврдо вучен | 0,04 0,028 0,029                                  | 0,0036 0,00403 0,0041             |
| Бакар - мекан - тврдо вучен              | 0,0175 0,0178                                     | 0,00392                           |
| Бронза - алуминијумска - калајна         | 0,13 - 0,29 0,0278                                | 0,0006 - 0,001                    |
| Цекас                                    | 1,12                                              | 0,00014                           |
| Цекас                                    | 0,97                                              | 0,00052                           |
| Цекас                                    | 1,08                                              | 0,00008                           |
| Цинк                                     | 0,06                                              | 0,004                             |
| Челик - лим - динамо-лим - жица - лив    | 0,1 - 0,25 0,13 0,27 - 0,67 0,17 0,142            | 0,0045 - 0,0055 0,0045 - 0,0052 - |
| Кантал                                   | 0,5                                               | 0,00003                           |
| Калај                                    | 0,12                                              | 0,0045                            |
| Магнезијум                               | 0,043                                             | 0,0041                            |
| Манганин                                 | 0,43                                              | 0,0041                            |
| Месинг - ливен - вучен                   | 0,071 0,07 - 0,08                                 | - 0,0013 - 0,0019                 |
| Никелин                                  | 0,42                                              | 0,00023                           |
| Никал                                    | 0,069                                             | 0,006                             |
| Ново сребро                              | 0,38                                              | 0,00007                           |
| Олово                                    | 0,06                                              | 0,0039                            |
| Платина                                  | 0,11                                              | 0,0031                            |
| Силимун, лијевани                        | 0,059                                             | 0,004                             |
| Сребро                                   | 0,0165                                            | 0,0038                            |
| Волфрам                                  | 0,055                                             | 0,0048                            |
| Злато                                    | 0,023                                             | 0,004                             |
| Жељезо, електролитско                    | 0,12                                              | 0,0065                            |
| Жива                                     | 0,958                                             | 0,00099                           |